# Георги Каракашев
Георги Рашков Каракашев е български художник и сценограф.

## Биография
Роден е в Русе през 1899 година, учи живопис в Букурещката художествена академия между 1919 и 1920 година. През 1931 година се дипломира в Софийската художествена академия, специалност живопис в класа на професор Цено Тодоров.
Творческата му кариера започва през 1920-те години в областта на живописно-декоративното направление на българската сценография и особено през 1930-те години се занимава основно с приложно изкуство (оформление на реклами, етикети, плакати). Като художник се изявява в областта на пейзажа и портрета, предпочитани техники са гваш и маслени бои.
През 1931 – 32 година Каракашев преподава рисуване в Образцовата мъжка гимназия в София, а през следващата година – в Девическата гимназия в Русе. Между 1934 и 1945 година преподава вътрешна архитектура и стил в Мебелното училище в Русе.
Работи като сценограф в Русенския драматичен театър (1945 – 48), Младежкия театър в София (1948 – 52) и Народния театър „Иван Вазов“ (от 1952 година). Сътрудничи и на драматичните театри във Велико Търново, Враца, Димитровград, Добрич, Кюстендил, Плевен, Стара Загора и др. В началото на сценографската си кариера Каракашев работи повече в областта на сценичния костюм, впоследствие се ориентира към оформление на декорите. Между 1951 и 1957 година е доцент във ВИТИЗ по художествено оформление на спектакъла, а от 1957 година преподава сценография в Художествената академия: като доцент от 1957 до 1959 година, и като професор от 1959 година.
Прави сценографските оформления на множество театрални пиеси, сред които:
- „Арлезианката“ от Алфонс Доде,
- „Голямото завръщане“ от Иван Радоев,
- „Двубой“ от Иван Вазов,
- „Иванко“ от Васил Друмев,
- „Криворазбраната цивилизация“ от Добри Войников,
- „Любов“ от Орлин Василев,
- „Любов Яровая“ от Константин Треньов,
- „Немци“ от Леон Кручковски,
- „Нора“ от Хенрик Ибсен,
- „Опечалена фамилия“ от Бранислав Нушич,
- „Парижката Света Богородица“ от Виктор Юго,
- „Принцеса Турандот“ от Карло Гоци,
- „Разузнаване“ от Лозан Стрелков,
- „Романс“ от Ерих Ебермайер,
- „Снаха“ от Александър Хаджихристов,
- „Фиданките цъфтят“ от Славчо Красински,
- „Чичо Томовата колиба“ от Хариет Бичър Стоу, и други.

Георги Каракашев е носител на „Димитровска награда“ (1952) и на орден „Кирил и Методий“ – II степен (1954) и „Червено знаме на труда“ (1969).
Негов син е българският театрален, литературен критик и педагог Владимир Каракашев (1932 – 2008).